# OCSiAl
OCSiAl è un'azienda a livello globale, il più grande produttore di nanotubi in carbonio. La sede di OCSiAl è situata in Lussemburgo, con vari uffici negli Stati Uniti, Europa e Asia.
Nel 2022 l'azienda è composta da 450 dipendenti.

## Tecnologia di sintesi di nanotubi
OCSiAl è proprietaria dell'unica tecnologia che sintetizza nanotubi di grafene (anche noti come "nanotubi di carbonio a parete singola" - SWCNTs) con volumi industriali. La tecnologia è nota per produrre nanotubi di carbonio in quantità di tonnellate, in modo tale da rendere i costi di produzione sufficientemente bassi e quindi applicabili a scala industriale..
La prima applicazione su scala industriale risale al 2015, con il processo di sintesi denominato Graphetron 1.0; la produzione di nanotubi in grafene nel 2015 è stata pari a 1,2 tonnellate, per confronto si tratta di una quantità maggiore rispetto all'intera quantità globale che era stata scoperta fino al 1991.
A febbraio 2020, OCSiAl ha annunciato un nuovo processo, denominato Graphetron 50, che ad oggi costituisce la più grande produzione al mondo di nanotubi in grafene. L'attuale capacità produttiva di OCSiAl è pari a 90 tonnellate l'anno.
Nel 2022 OCSiAl ha ricevuto l'approvazione per la costruzione di un nuovo sito produttivo, associato ad un centro di Ricerca e Sviluppo, a Differdange, Lussemburgo. Si prevede che diventerà operativo a partire dal 2025.
Nel frattempo sono arrivati diversi investitori, fra cui Daikin Industries nel 2021, con la dichiarazione "per accelerare lo sviluppo globale di nuovi materiali per batterie al litio per veicoli elettrici", permettendo quindi all'azienda di crescere e intraprendere nuovi investimenti.

## Prodotti
Il prodotto principale è TUBALL, un nanotubo in grafene ad alta purezza, che può essere impiegato come additivo universale per un ampio range di materiali. Un nanotubo in grafene è un foglio di grafene arrotolato, estremamente sottile.
Uno dei vantaggi principali dei nanotubi di grafene è la conducibilità uniforme e possibilità di rinforzare le proprietà meccaniche dei materiali, senza alterarne colore e proprietà secondarie.
Dal 2015, OCSiAl ha aperto la ricerca alla produzione di vari materiali, per varie applicazioni, ad esempio:
- elastomeri
- batterie per accumulo di energia
- vernici e rivestimenti
- polimeri termoplastici